# Tribus de Israel

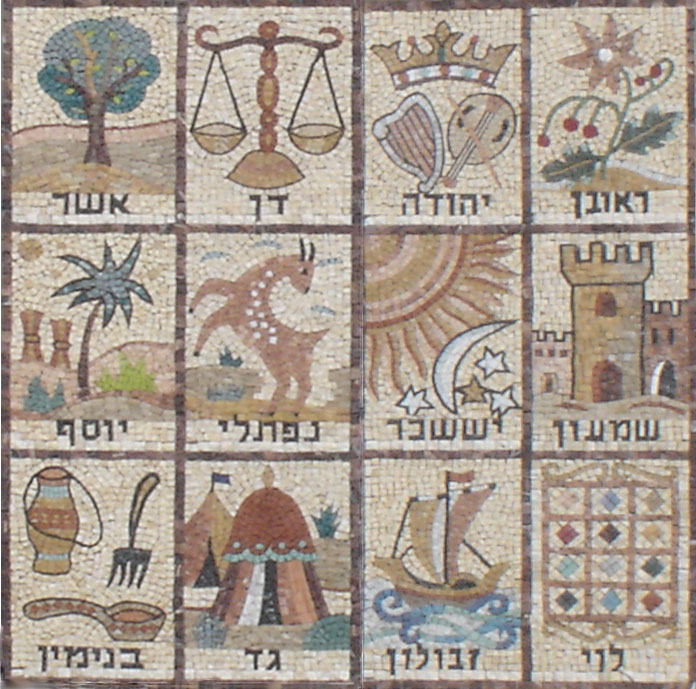
Mosaico israelita simbólico de las doce Tribus de Israel. Sinagoga de Givat Mordechai, Jerusalén.

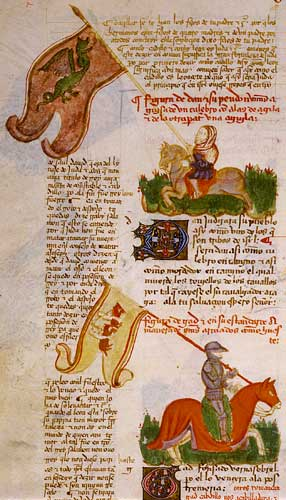
Biblia de Alba, biblia hebraica, versión sefardí, traducida al romance, 1422-1433, fol. 57v: Tribus de Dan y Gad.

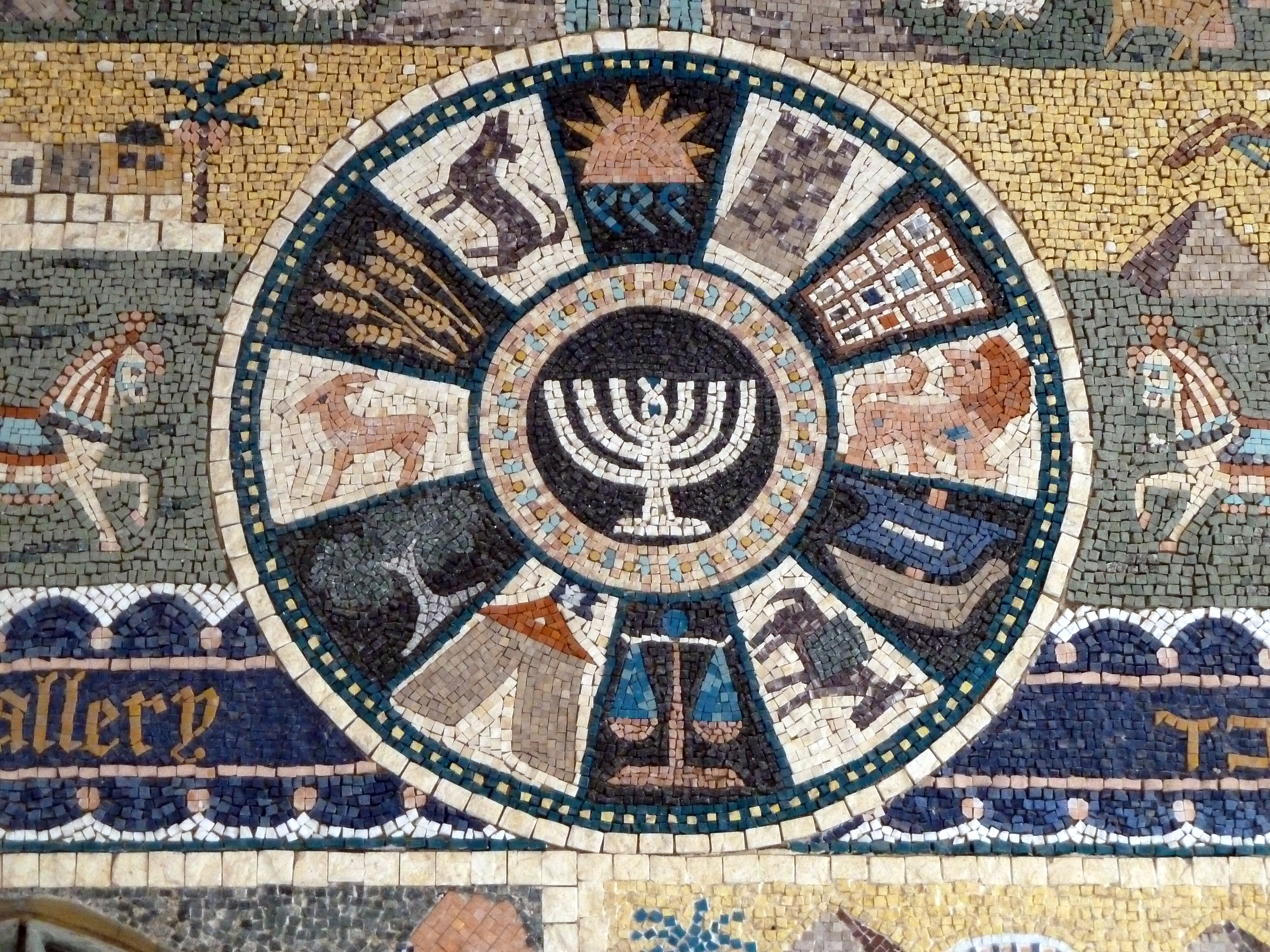
Símbolos de las doce Tribus de Israel. Detalle de mosaico en el Barrio Judío de la Ciudad Vieja de Jerusalén.

Las tribus de Israel es la narrativa bíblica que explica el origen de los israelitas a través del patriarca Jacob y sus hijos, cuyos descendientes serían los habitantes del Reino de Israel y de Judá.
Si bien en el campo científico, la historia del antiguo Israel hasta comienzos del primer milenio a. C. permanece en parte considerable algo desconocida, algunos eruditos modernos son escépticos en cuanto a si alguna vez hubo doce tribus israelitas, y creen que el uso del número 12 probablemente signifique una tradición simbólica como parte de un mito fundacional nacional.Otros eruditos disputan esta posición. Los investigadores suelen ubicar el establecimiento de los hebreos en Canaán hacia el año 1220 a. C.

## Narrativa bíblica
Según el Génesis, Abraham era un nómada,  Yahweh se le aparece  y le promete la tierra de Canaán a él y a su descendencia en heredad perpetua. 
En este punto se separan dos poblaciones: israelitas e ismaelitas, que en el futuro supondrán dos de las tres religiones abrahámicas: el judaísmo y el islam. Y es que la mujer de Abraham, Sara, era infértil, y ofreció a Abraham tener descendencia a través de su sirvienta personal, Agar. De la unión nació Ismael, del cual descienden los ismaelitas, ya que el relato bíblico narra que finalmente Yahweh concedió a Sara tener un hijo, Isaac; y, debido a tensiones con Sara, Agar fue expulsada. La Torá y la Biblia narran que Yahweh dio preferencia a Isaac y dijo a Abraham que sería con este con quien confirmase su pacto como pacto perpetuo, si bien un ángel se apareció a Agar tras ser expulsada y prometió que su descendencia también sería incontable. Por el contrario, el islam da a entender a través del Corán la preferencia de Dios por Ismael, y que por tanto los ismaelitas serían su pueblo elegido.
Es con Isaac, por tanto, con quien continúa el relato bíblico. Isaac tuvo mellizos; Jacob y Esaú. Yahweh declaró su preferencia por Jacob: «... yo amé a Jacob, y aborrecí a Esaú...». Tiempo después, un ángel se le apareció a Jacob quien lo re-nombra "Israel", al que Yahweh promete una gran descendencia. 
De Jacob (ahora Israel) saldría una nación y muchos pueblos, pues tuvo 12 hijos, que conforman el origen de las 12 tribus, si bien con un matiz: Jacob concedió a los hijos de su primogénito José, es decir, Efraín y Manasés, una tribu propia a cada uno (y de hecho se convertirían en el futuro en las más importantes del Reino de Israel, ancestros de los actuales samaritanos), por lo que realmente hablaríamos de 13 tribus; pero se habla de 12 al referirse al reparto que posteriormente se harían de la tierra prometida en tiempos de Moisés, ya que la tribu de Leví (su tercer hijo) será consagrada por Dios  para el servicio del Tabernáculo y luego del Templo de Jerusalén, por lo que no recibirían porción de tierra en heredad.
La historia bíblica continúa pues con José, primogénito de la amada esposa de Jacob, Raquel. Sus medio hermanos le sentían envidia, así que lo venden a Egipto como esclavo. Al interpretar un sueño profético del Faraón, fue liberado y elevado a la categoría de chaty. En tiempos de hambruna salvó al pueblo egipcio e hizo entrar en el país a su familia, y les otorgó la Tierra de Gosén, donde se convertirían en el Pueblo de Israel. Tras las muerte de la primera generación (José y sus hermanos) el Pueblo de Israel experimentó una explosión demográfica y el nuevo Faraón, temiendo un levantamiento y eventual caída de Egipto, tomó varias medidas como utilizarlos en trabajos forzosos e incluso la muerte de los varones recién nacidos para controlar la población. Unos de los recién nacidos echados al agua fue Moisés, que décadas más tarde sería el legislador del Pueblo de Israel. Yahweh ordena a Moisés sacar a los hebreos de Egipto y llevarlos a Canaán. 
Tras 40 años vagando por el desierto, llegaron a la Tierra de Israel, repartiéndose el territorio entre 12 de las 13 tribus, formando cada una un clan al mando de un cacique tribal. Las tribus de Israel enfrentaban enemigos comunes debido a las invasiones de otras tribus de la región, como los filisteos. Ante tal amenaza, la sociedad tribal dispersa forma la condición de un único estado llamado Reino unificado de Israel, pero tras una crisis hay un levantamiento militar, y tras la muerte de Salomón (hijo de David) se produce la cisma dividiendo el reino en dos, al norte Israel y al sur Judá. Solo Judá, con dos tribus, quedó fiel a la Casa de David.

## Los doce hijos de Israel
- Rubén
- Simeón
- Leví
- Judá
- Dan
- Neftalí
- Gad
- Aser
- Isacar
- Zabulón
- José, representado eventualmente por sus hijos, Manasés y Efraín
- Benjamín

Según la recolección bíblica, once de los hijos de Jacob nacieron en Labán (Padan-Aram); excepción a esta regla fue el caso del último hijo de Jacob, Benjamín, que nació en el camino de Bethel a Efrat. 
Los hijos de Jacob fueron importantes líderes y tradicionalmente se los conoce como Shivtei Kah, debido a que fueron los "Fundadores de las Tribus de Dios".
En el campo de la creencia se considera que los doce hijos de Jacob vivieron todos ellos en el período durante el cual Rubén vivió: el primer hijo de Jacob, se sostiene, los sobrevivió a todos. Pero ubicar a los hijos de Jacob dentro del marco de historia no resulta fácil. Con todo, generalmente suele ubicárselos en algún momento anterior al período de los Jueces y al período Monárquico, cuyos inicios se remontan a los siglos XII y XI a. C., respectivamente. En lo que concierne al punto de vista científico, el historiador Michael Brenner indica que "la historia de Israel hasta comienzos del primer milenio anterior a la era cristiana nos es en gran parte desconocida". Sin embargo, salvo raras excepciones, existe por lo general consenso en ubicar a los hijos de Jacob y a la conquista del Canaán en el siglo XIII a. C. La historiadora Gabrielle Sed-Rajna ubica el establecimiento de los hebreos en Canaán hacia 1220 antes de nuestra era, cosa que es también sostenida por la arqueóloga Sarah Kochav. Coincidente con ambas es la posición del rabino e historiador Josy Eisenberg.

## Territorio

Mapa con las tribus israelitas, 1200-1050 a. C.

De todas las tribus, la de Leví se dedicó al sacerdocio por mandamiento divino, por lo que no se le asignó tierra. En cuanto a José, en el reparto de las doce tribus se trató como tribu a cada uno de sus descendientes, es decir, sus hijos Efraín y Manasés, dado que eran poderosos y podrían conquistar las tierras que les asignaba; es por esto por lo que a Efraín y a Manasés se les otorgó tierras entre los doce, sin que se mencione a la tribu de su padre, José (de la que ambos eran representantes).
La división geográfica que se practicó fue la siguiente:
- La tribu de Judá obtuvo el territorio de la parte occidental del mar Muerto, conteniendo los desiertos de Idumea.
- La Tribu de Simeón o Simón, al oeste de la de Judá y confinada al sur con el desierto y a la parte occidental con el Mediterráneo y los filisteos.
- La Tribu de Benjamín tenía al sur la de Judá y por el este lindaba con el Jordán y el Mar Muerto.
- La Tribu de Dan se hallaba al norte de la de Simeón.
- La de Efraín estaba al norte de las de Dan y Benjamín, lindando al este con el Jordán.
- La de Manasés, una parte estaba al oriente del Jordán y la otra tenía el territorio a la parte del norte de la de Efraín.
- La de Isacar tenía al oriente al Jordán, al sur la segunda mitad de Manasés y por el oeste llegaba hasta el Mediterráneo.
- La de Zabulón estaba situada al norte de la de Isacar.
- La  tribu de Aser tenía al este las de Zabulón y Neftalí, al norte el Líbano y por el oeste Fenicia y el Mediterráneo.
- La de Neftalí estaba entre la de Aser y primera mitad de Manasés y tenía al norte el Líbano y al sur la de Zabulón.
- La de Rubén y la de Gad estaban a la parte oriental del Mar Muerto y del Jordán.

En cuanto a las ciudades levíticas y de refugio se constituyeron como tales las siguientes: Hebrón, Lábala, Jether, Ain, Gabae, Ion, Gazer, Cesión, Bet-Horón, Kibsaim, Damna, Masal, Ceder, Jaser, Manain, entre otras. Las doce tribus se agruparon en dos reinos: Judá (esencialmente la tribu de Judá, la de Benjamin y parte de la de Leví, que no tenía tierras) e Israel (todas las demás).

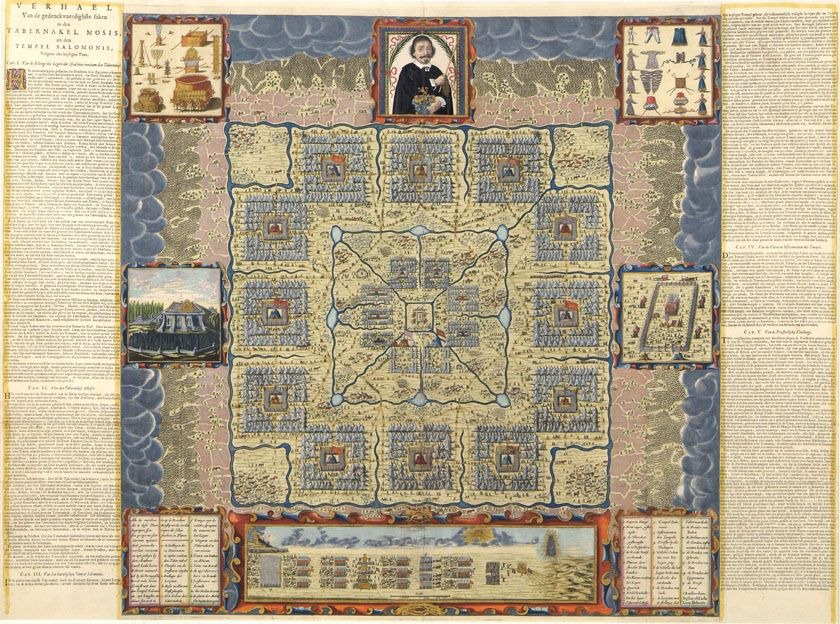
Ubicación de las Doce Tribus de Israel en relación al Tabernáculo, imagen desarrollada por el rabino sefardí Jacob Judah Leon en Holanda en 1647.
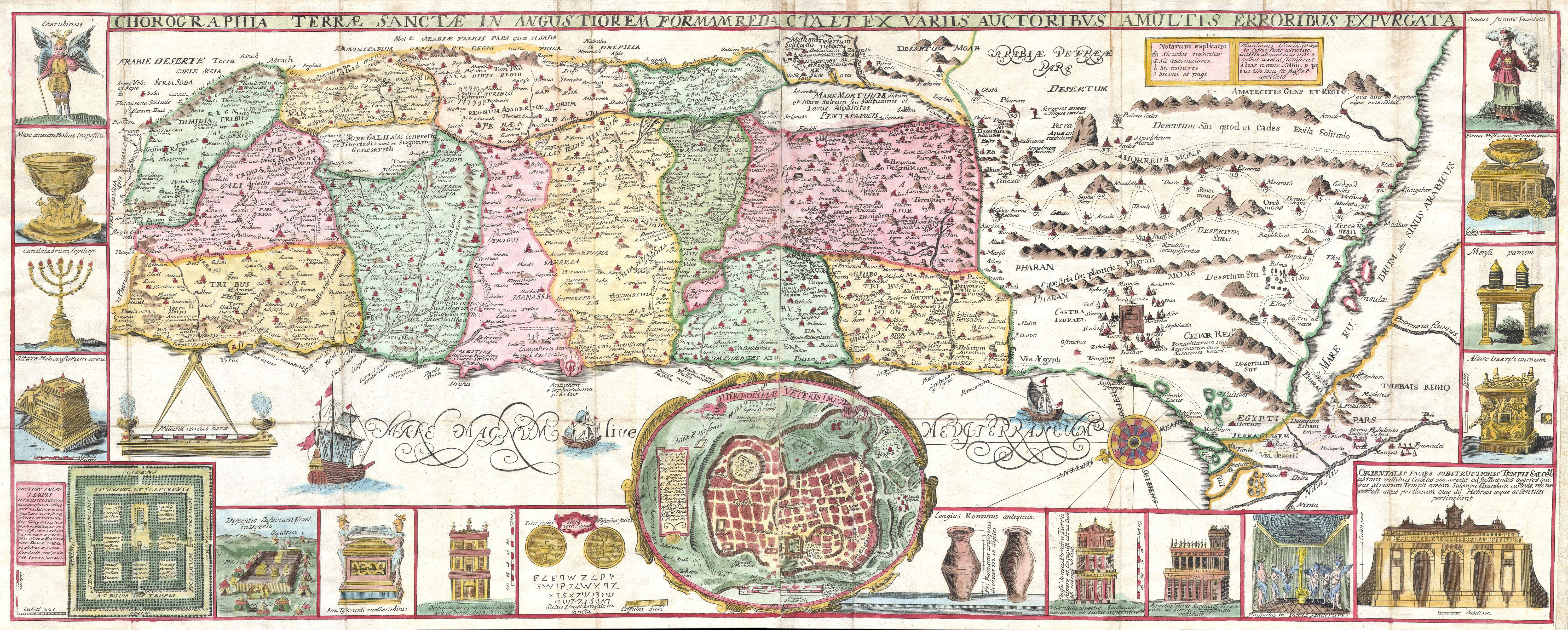
Jacobus Tirinus, Mapa de la Tierra Santa, 1632.
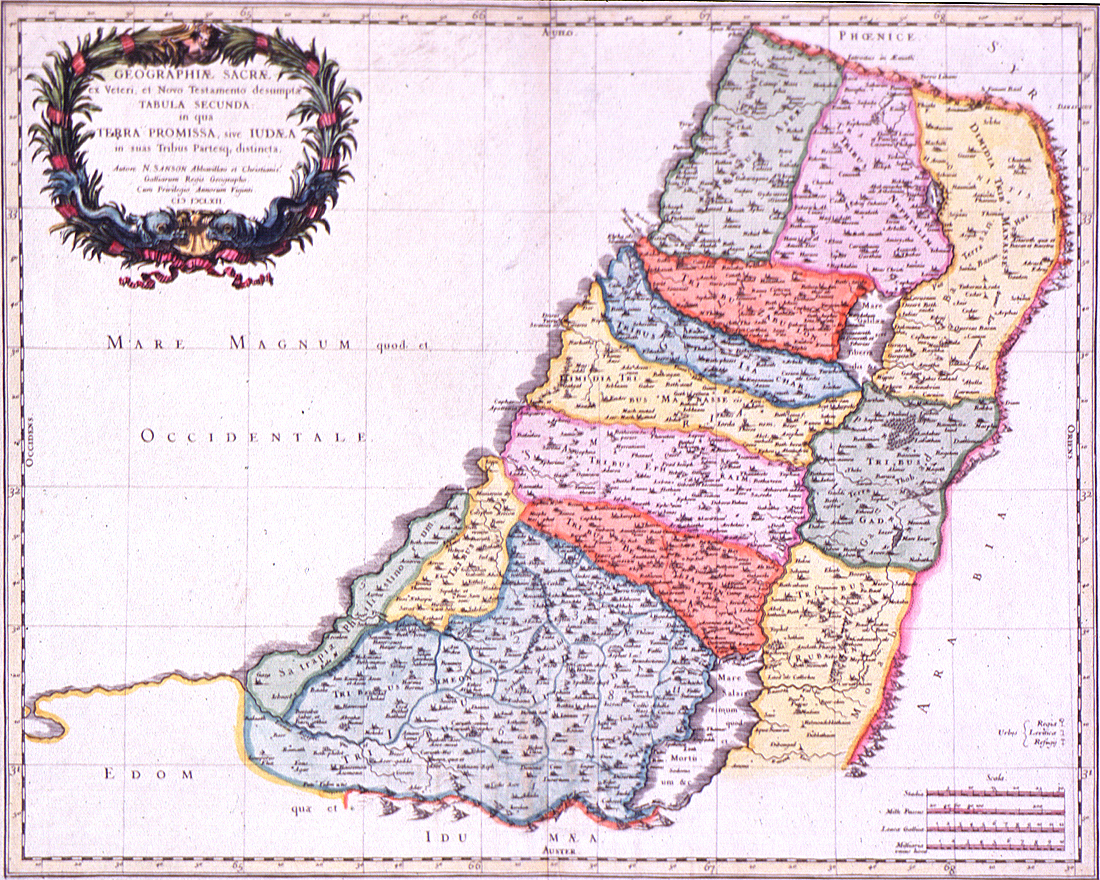
Territorios de las doce tribus, 1200-1050 a. C. Nicolas Sanson, Geographiae Sacrae, 1662.
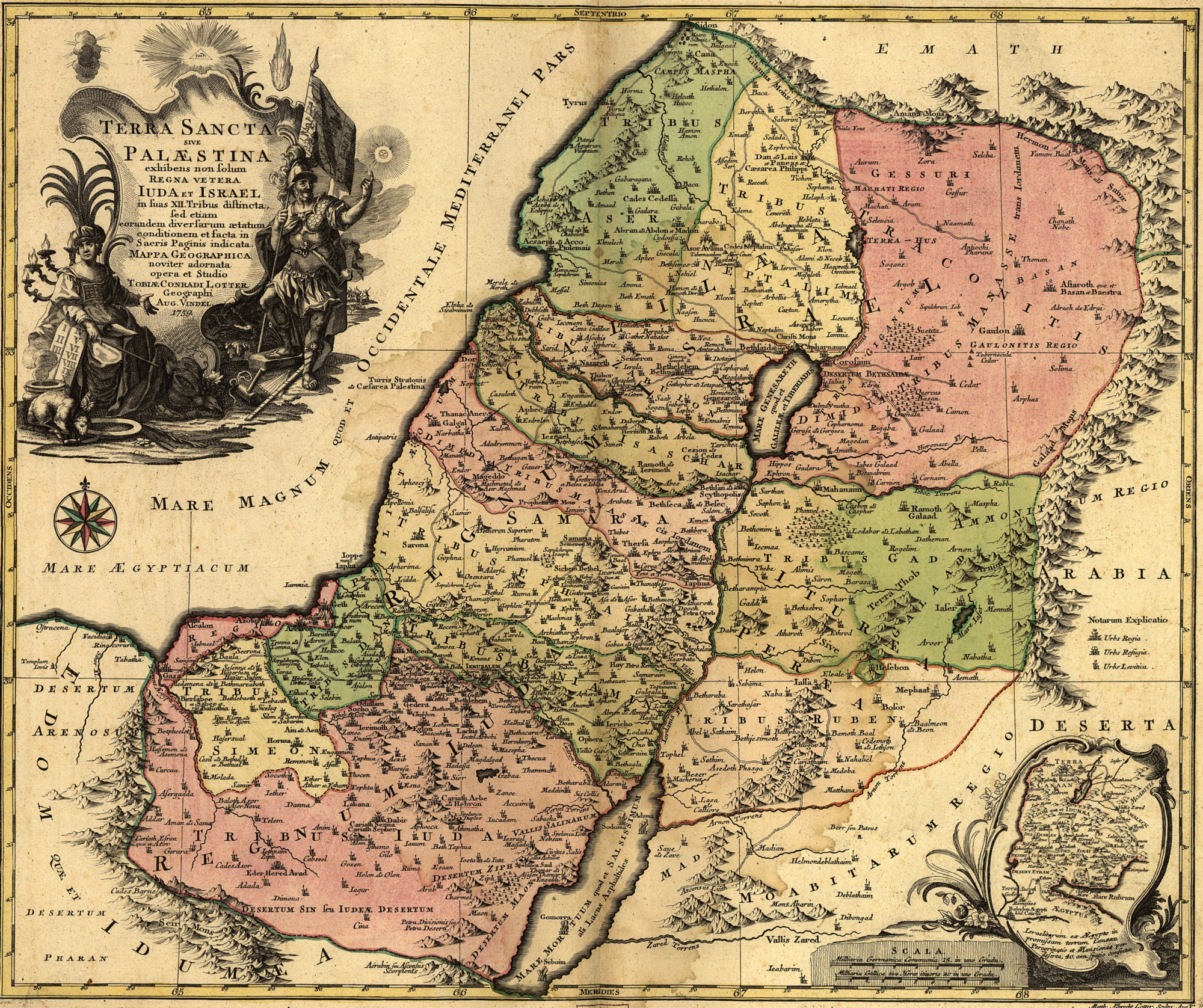
Tobías Conrad, Mapa de la Tierra Santa y las Doce Tribus de Israel, 1759.
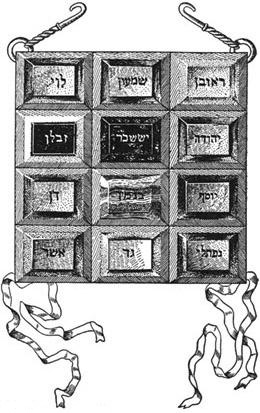
"Jóshen" es el pectoral del Sumo Sacerdote de los hebreos y presenta una docena de piedras preciosas que simbolizan las doce tribus formadas por el pueblo de Israel.[21] Cada una de ellas lleva una inscripción en hebreo con el nombre de una de las tribus. Significativo ejemplo del simbolismo propio de arte israelita de la Antigüedad, basado en Éxodo 28.
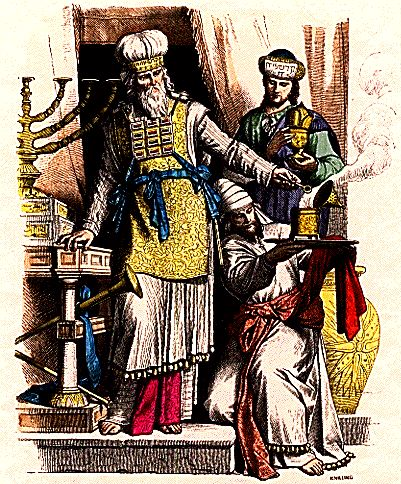
Perteneciente a la clase sacerdotal formada por los miembros de la Tribu de Leví, el Sumo Sacerdote de Israel portaba el simbólico pectoral como atributo que lo identificaba como tal.

## Símbolos
Los símbolos de las doce tribus de Israel figuran en una serie de estampillas diseñadas por G. Hamori y emitidas por el moderno Estado de Israel en 1955-56; la misma presenta además inscripciones hebreas con citas provenientes de la Biblia.

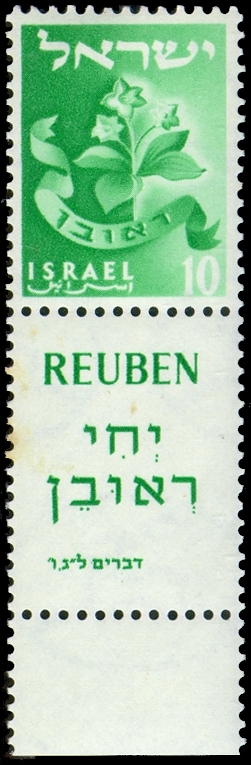
Rubén "Viva Rubén" (Deuteronomio 33:6)
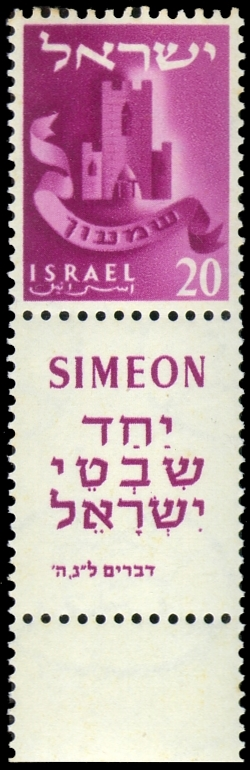
Simeón "Junto a las Tribus de Israel" (Deuteronomio 33:5)
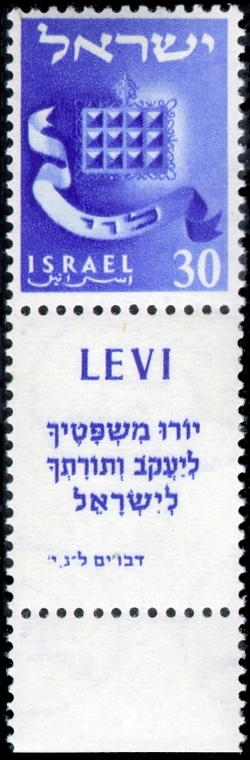
Leví "Le enseñarán a Jacob Tus Ordenanzas y a Israel Tu Ley" (Deuteronomio 33:10)
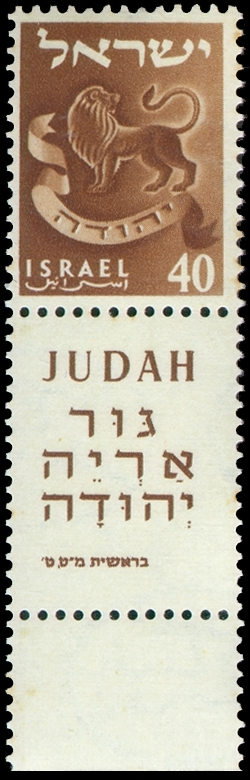
Judá "Cachorro de león es Judá" (Génesis 49:9)
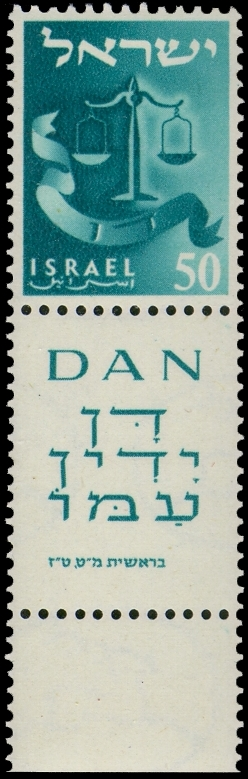
Dan "Dan juzgará a su pueblo" (Génesis 49:16)
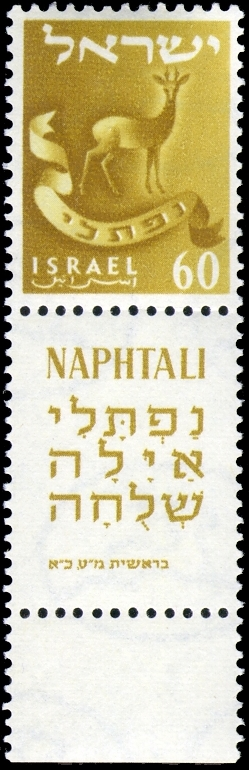
Neftalí "Neftalí es una cierva en libertad." (Génesis 49:21)
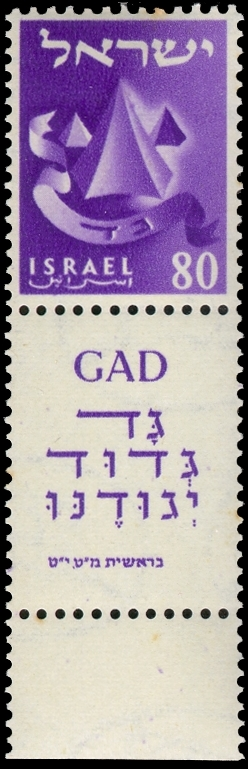
Gad "A Gad salteadores lo asaltarán, [mas él asaltará su retaguardia]" (Génesis 49:19)
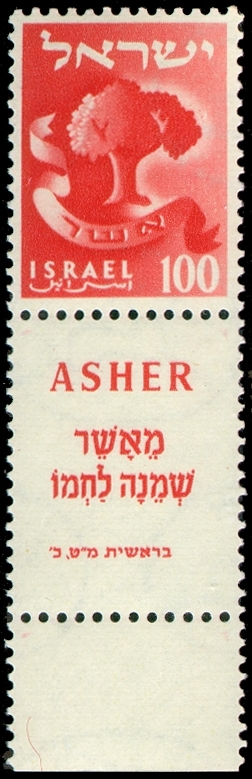
Aser "El pan de Aser será sustancioso; [dará manjares de rey]" (Génesis 49:20)
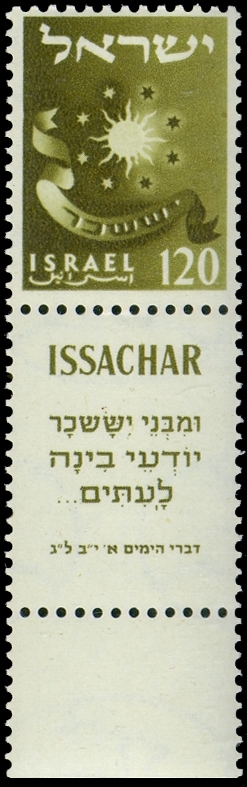
Isacar "Y de los hijos de Isacar, expertos en discernir los tiempos..." (1 Crónicas 12:32)
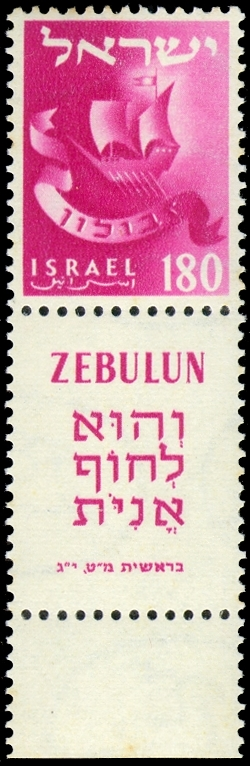
Zabulón "Y él [Zabulón] será puerto para naves" (Génesis 49:13)
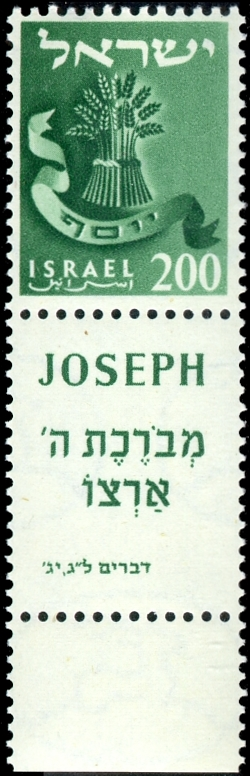
José "Bendita del Señor sea su tierra" (Deuteronomio 33:13)
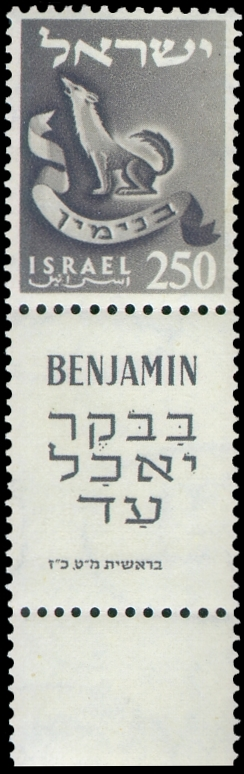
Benjamín "De mañana devora la presa" (Génesis 49:27)

- Rubén
"Viva Rubén" (Deuteronomio 33:6)[23]
- Simeón
"Junto a las Tribus de Israel" (Deuteronomio 33:5)[24]
- Leví
"Le enseñarán a Jacob Tus Ordenanzas y a Israel Tu Ley" (Deuteronomio 33:10)[25]
- Judá
"Cachorro de león es Judá" (Génesis 49:9)[26]
- Dan
"Dan juzgará a su pueblo" (Génesis 49:16)[27]
- Neftalí
"Neftalí es una cierva en libertad." (Génesis 49:21)[28]
- Gad
"A Gad salteadores lo asaltarán, [mas él asaltará su retaguardia]" (Génesis 49:19)[29]
- Aser
"El pan de Aser será sustancioso; [dará manjares de rey]" (Génesis 49:20)[30]
- Isacar
"Y de los hijos de Isacar, expertos en discernir los tiempos..." (1 Crónicas 12:32)[31]
- Zabulón
"Y él [Zabulón] será puerto para naves" (Génesis 49:13)[32]
- José
"Bendita del Señor sea su tierra" (Deuteronomio 33:13)[33]
- Benjamín
"De mañana devora la presa" (Génesis 49:27)[34]

## Tribus perdidas

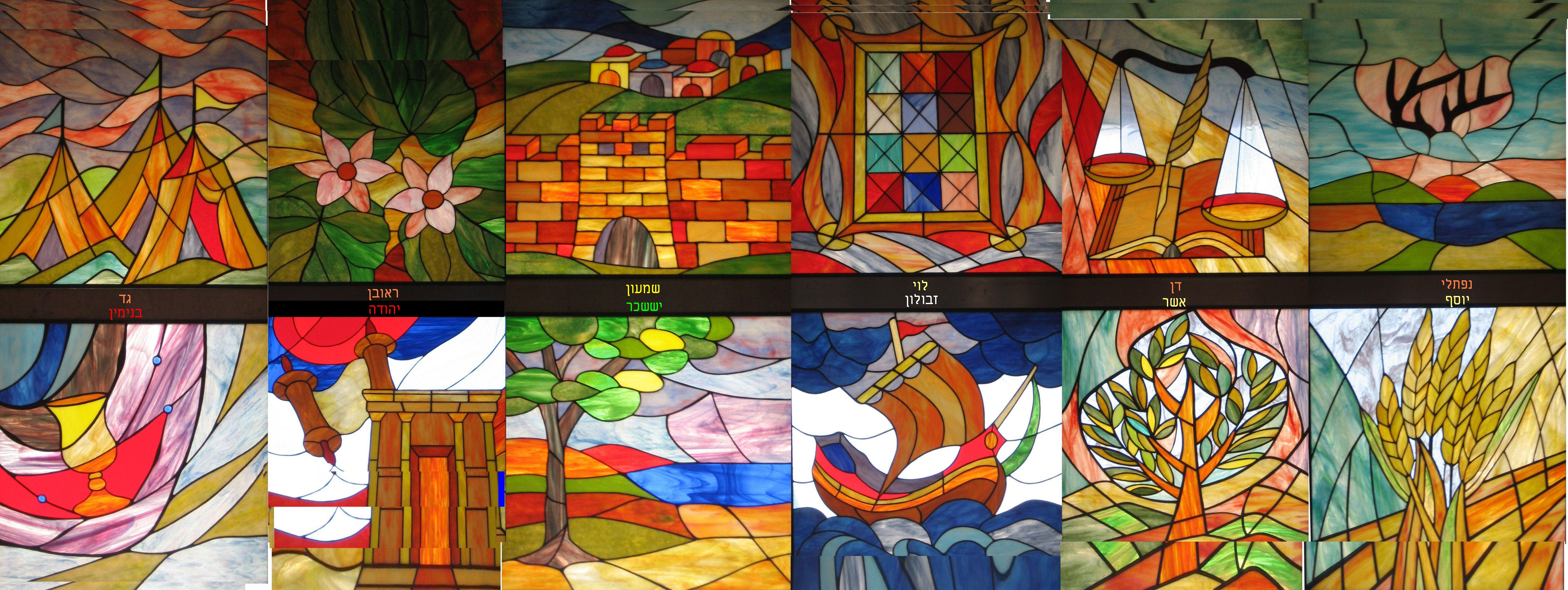
Vitral con los símbolos de las doce Tribus de Israel, Sinagoga Mishkan Shilo, c. 1979-80.

Tras el cautiverio en Nínive, que afectó solamente al norteño Reino de Israel, habrían desaparecido las diez tribus que lo constituían. Con todo, es posible que no todo el pueblo del reino de Israel haya sido deportado, sino grupos de personas representativas y sus familias, tal vez con algunos o numerosos acompañantes.
Aún hoy hay grupos de judíos que proclaman ser descendientes de alguna de las tribus de Israel, como las comunidades de judíos de África y Asia. Estos son, entre otros: los Bene Israel, judíos de la India, que creen haber llegado allí después de la destrucción del Primer Templo; los judíos de Assam, pertenecientes a la tribu perdida de Manasés; los falashas de Etiopía, a quienes se ha reconocido como la tribu perdida de Dan.